# Sposa in rosso
Sposa in rosso è un film del 2022 diretto da Gianni Costantino.

## Trama
Roberta e Leòn sono due quarantenni precari che inscenano un finto matrimonio per intascare i soldi degli invitati. I due protagonisti si incontrano casualmente su un autobus a Malta quando a lei si rompono le acque e viene trasportata in ambulanza all'ospedale dove partorisce un bambino. Leòn, giornalista di guerra senza incarico, accetta la proposta di Roberta e parte insieme a lei per la Puglia dove organizzano un finto matrimonio allo scopo di dividere i soldi che gli invitati metteranno nelle buste per gli sposi, visto che la famiglia di Roberta è molto benestante e molto conosciuta in Puglia. Il fratello di Roberta cerca di far saltare il matrimonio per ragioni d'interesse. La sera prima del finto matrimonio i due protagonisti vivono una notte d'amore e la mattina seguente lui si dichiara, ma lei lo respinge e insiste per il finto matrimonio celebrato da un falso prete, amico di Leòn. Il fratello di Roberta chiude il finto prete in un capanno e quindi il matrimonio viene celebrato dal parroco del paese ed è valido legalmente. Rientrati a Malta, però, Leon va via lasciando a Roberta tutte le buste regalate il giorno del matrimonio dagli invitati. Un anno dopo Leòn presenta il suo primo romanzo di successo dal titolo Sposa in rosso. Roberta si avvicina all'autore per farsi dedicare una copia del romanzo e lui nella dedica le scrive A MIA MOGLIE. I due vanno a passeggiare insieme sul mare e Roberta gli dice di aver amato in particolare il finale del romanzo e gli rilegge l'ultima frase "avevamo tutto il tempo per rimediare", per poi chiedergli se lo avessero ancora. Lui le sorride e si avviano insieme verso il chiosco Vite Parallele.

## Distribuzione
Il film è stato distribuito nelle sale cinematografiche italiane dal 4 agosto 2022.

## Produzione
Il film è stato girato a Malta e in Puglia tra Martina Franca, Fasano, Acquaviva delle Fonti, Gioia del Colle e Ostuni.